# Stanisława Kosowska
Stanisława Kosowska (ur. 30 września 1931 w Kwaczale, zm. w listopadzie 2023) – polska nauczycielka, poseł na Sejm PRL VI kadencji.

## Życiorys
W 1951 ukończyła w Chrzanowie Liceum im. Stanisława Staszica oraz kurs pedagogiczny. Pracowała następnie jako nauczycielka w szkole podstawowej w Olszynach, była też jej kierowniczką. W latach 1952–1962 pracowała w szkole podstawowej w rodzinnej Kwaczale. Edukowała się jednocześnie na kierunku filologia polska w Studium Nauczycielskim w Toruniu. Od listopada 1962 zatrudniona była w szkole podstawowej w Babicach.
Była członkinią Związku Młodzieży Socjalistycznej. W 1960 wstąpiła do Zjednoczonego Stronnictwa Ludowego, gdzie była sekretarzem koła i Gromadzkiego Komitetu. Należała do Towarzystwa Przyjaciół Dzieci. Zasiadała w plenum Zarządu Oddziału Związku Nauczycielstwa Polskiego, była też sekretarzem ogniska ZNP w Babicach. Od 1953 do 1957 była radną Gromadzkiej Rady Narodowej w Kwaczale, a w latach 1965–1969 Powiatowej Rady Narodowej w Chrzanowie. W 1972 uzyskała mandat posła na Sejm PRL w okręgu Chrzanów. Zasiadała w Komisji Oświaty i Wychowania.
Zmarła w listopadzie 2023, 17 listopada została pochowana w Babicach. 